# Кладбище «Азмак»
Кладбище «Азмак» (англ. Azmak Cemetery) — воинское кладбище комиссии Содружества наций по уходу за военными захоронениями, расположенное в районе залива Сувла, на Галлипольском полуострове. На нём покоятся останки солдат Антанты, погибших в Дарданелльской операции.

## Описание

### Исторический фон
В ходе многомесячной военной кампании, к северу от сектора Анзак, на побережье залива Сувла, были высажены дополнительные войска для одновременной атаки позиций противника. С 6-го по 11 августа 1915 года на песчаных берегах залива оказались три дивизии из состава 9-го армейского корпуса. В задачи десанта входил захват возвышенностей, прилегавших к пляжу, однако задержки, вызванные нерешительностью и беспорядком, позволили туркам укрепить оборону и лишь некоторые цели были достигнуты.
Тем не менее союзное командование не отказалось от попыток расширить занимаемые территории и продолжило малоэффективные попытки наступления 21 и 27 августа, после чего линия фронта на этом участке стабилизировалась вплоть до самой эвакуации воинского контингента Антанты в конце декабря 1915 года.
Печальным результатом боевых действий на северной части побережья Сувлы наряду c кладбищем «Высота 10» является кладбище «Азмак».

### Описание кладбища
Кладбище «Азмак» расположено у подножья гряды холмов Киреч-Тепе, протянувшейся на северо-восток вдоль побережья Эгейского моря от мыса Сувла; на южном склоне Азмак-Дере, водоносной лощины, чьи воды бегут на юго-запад, к северным берегам Солёного озера (Туз-Гёлю).
Оно было основано после наступления перемирия и вобрало в себя останки с 16 мелких кладбищ, расположенных на местах былых сражений:
- кладбище «Дублин»[2]
- кладбище «Суладжик»
- кладбище «5-й норфолкский»[3]
- кладбище «Лощина пограничников»
- кладбище «Оксфордская площадь»
- кладбище «Вустер»[4]
- кладбище «Холм Кидни»
- кладбище «Ирландское»
- кладбище «Азмак № 1»
- кладбище «Азмак № 2»
- кладбище «Азмак № 3»
- кладбище «Азмак № 4»
- кладбище «Пост Джефсона»[5]
- кладбище «Эссекская лощина»[6]
- кладбище «Холм 28»
- кладбище «Овраг одинокого дерева»

Современное кладбище занимает территорию площадью 3541 м². По бокам обрамлено зарослями кустарниковых насаждений, заднюю границу составляет гряда деревьев. Своим входом кладбище обращено на юг. Из 1074 погребённых здесь военнослужащих более трёх пятых опознано не было. В поимённых списках, из 390 фамилий, останки 53 британцев и трёх солдат ньюфаундлендского доминиона остались не определёнными, однако считается, что они находятся среди массы неопознанных. Для них также установлены индивидуальные надгробия.

## Особые захоронения
Среди множества безымянных могил 114 принадлежат солдатам и офицерам 1/5-го батальона норфолкского полка, понёсшего тяжёлые потери в ходе атаки 12 августа 1915 года. Эти события легли в основу мифа об таинственном исчезновении норфолкского полка, утверждавшего, что подразделение скрылось в облаке тумана и исчезло навсегда.